# 迪奧加爾縣

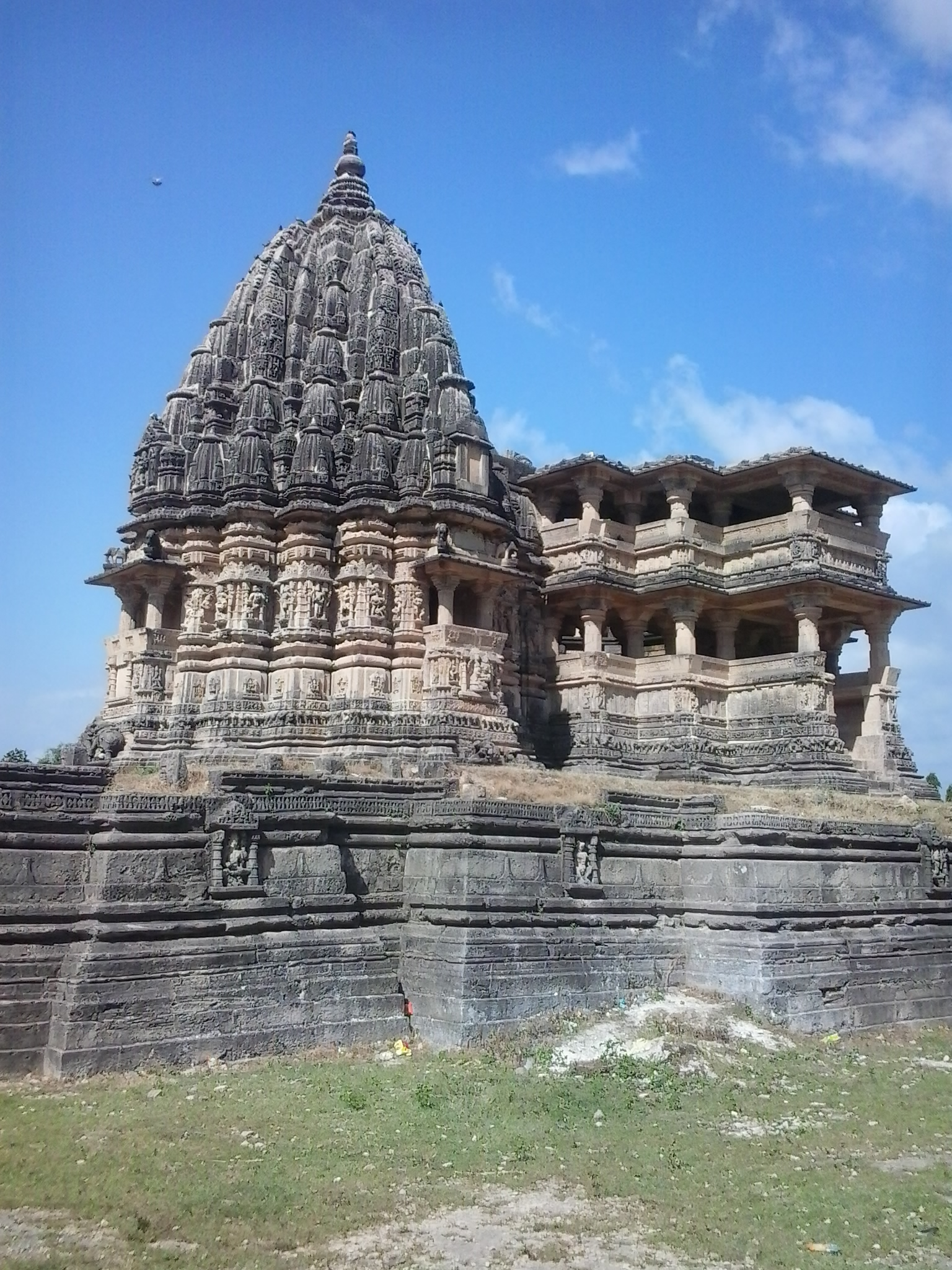

迪奧加爾縣是印度的一個縣，位於該國北部，由贾坎德邦負責管轄，面積2,479平方公里，識字率為66.34%，2011年人口1,491,879，人口密度每平方公里602人。

## 外部連結
- Babadham Official Website （页面存档备份，存于）
- （页面存档备份，存于） List of places in Deoghar

24°29′24″N 86°42′00″E / 24.49000°N 86.70000°E